# Arthur Stone
Pour les articles homonymes, voir Stone.
Arthur Taylor Goetze — né le 28 novembre 1883 à Saint-Louis (Missouri), mort le 4 septembre 1940 à Los Angeles (Californie) — est un acteur américain, connu sous le nom de scène d’Arthur Stone.

## Biographie
Comme second rôle de caractère ou dans des petits rôles non crédités, Arthur Stone apparaît au cinéma dès la période du muet, dans quatre-vingts films américains sortis entre 1924 et 1938 (dont vingt-huit courts métrages).
Mentionnons Vagabond malgré elle de Lambert Hillyer (1926, avec Anna Q. Nilsson et Walter Pidgeon), La Vallée des géants de Charles Brabin (1927, avec Milton Sills et Doris Kenyon), Le Vagabond roi de Ludwig Berger (1930, avec Dennis King et Jeanette MacDonald), Ville frontière d'Archie Mayo (1935, avec Paul Muni et Bette Davis), ou encore Furie de Fritz Lang (1936, avec Sylvia Sidney et Spencer Tracy).

## Filmographie partielle
- 1924 : Just a Good Guy de Hampton Del Ruth (court métrage) : Wilmot McBeezle
- 1925 : Sherlock Sleuth de Ralph Ceder (court métrage) : Cyril Fromage
- 1926 : Vagabond malgré elle (Miss Nobody), de Lambert Hillyer : « Happy »
- 1926 : Ça, c'est de l'amour (It Must Be Love) d'Alfred E. Green : Peter Halitovsky
- 1926 : The Girl from Montmartre d'Alfred E. Green
- 1927 : La Vallée des géants (The Valley of the Giants) de Charles Brabin : Buck Ogilvy
- 1927 : The Patent Leather King d'Alfred Santell : Jimmy Kinch
- 1928 : Les Fruits défendus (Chicken a La King) d'Henry Lehrman : Oscar Barrows
- 1928 : The Farmer's Daughter d'Arthur Rosson : J. Langley Smythe
- 1929 : Fox Movietone Follies of 1929 de David Butler
- 1929 : Capitaine Swing (Captain Lash) de John G. Blystone : Eddie le gentleman
- 1929 : L'Iceberg vengeur (Frozen Justice) d'Allan Dwan : 'French' Pete
- 1929 : Thru Different Eyes de John G. Blystone : Crane
- 1929 : Les Pirates (The Far Call) d'Allan Dwan : Schmidt
- 1930 : Le Tigre de l'Arizona (The Arizona Kid) d'Alfred Santell : « Snakebite » Pete
- 1930 : Le Vagabond roi (The Vagabond King) de Ludwig Berger : Olivier le barbier
- 1930 : Adios (The Lash) de Frank Lloyd : Juan
- 1930 : The Bad Man de Clarence G. Badger : Pedro
- 1931 : The Conquering Horde d'Edward Sloman : Lumpy Lorrigan
- 1931 : The Big Shot de Ralph Murphy et Edward Sedgwick
- 1931 : The World Flier de Del Lord (court métrage) : le mari
- 1931 : Chicago (Bad Company) de Tay Garnett : Dummy
- 1932 : That's My Boy de Roy William Neill : « Pop » Scott
- 1932 : The Broken Wing (en) de Lloyd Corrigan : Justin Bailey
- 1932 : The Flirty Sleepwalker de Del Lord (court métrage) : Henry Stone
- 1933 : Fra Diavolo (The Devil's Brother) d'Hal Roach et Charley Rogers : un bandit
- 1934 : Million Dollar Baby de Joseph Santley : Jim
- 1934 : She Had to Choose (en) de Ralph Ceder : « Pop »
- 1935 : Ville frontière (Bordertown) d'Archie Mayo : Manuel Diego
- 1935 : Desert Death de George B. Seitz (court métrage) : John Collins
- 1935 : Charlie Chan en Égypte (Charlie Chan in Egypt) de Louis King : Dragoman
- 1935 : Les Nuits de la pampa (Under the Pampas Moon) de James Tinling : le père de Rosa
- 1936 : Furie (Fury) de Fritz Lang : Durkin
- 1936 : Back to Nature de James Tinling
- 1937 : Westbound Mail de Folmar Blangsted : Andy
- 1938 : Gangster d'occasion (Co Chase Yourself) d'Edward F. Cline : Warden